# شاهد خان
شاهد خان (انگلیسی: Shahid Khan؛ زادهٔ ۱۸ ژوئیهٔ ۱۹۵۰) مهندس و میلیاردر پاکستانی-آمریکایی است.

از جمله دارایی‌های وی می‌توان به تیم فوتبال آمریکایی جکسونویل جگوارز ، باشگاه فوتبال فولام و کمپانی اُل اِلیت رسلینگ'(اختصاری اِی‌ای‌دبلیو)(به انگلیسی: All Elite Wrestling) یا AEW اشاره کرد.